# Uroschainoje (Kaliningrad, Gurjewsk)
Uroschainoje (russisch Урожайное, deutsch Lethenen) ist ein Ort in der russischen Oblast Kaliningrad. Er gehört zur kommunalen Selbstverwaltungseinheit Stadtkreis Gurjewsk im Rajon Gurjewsk.

## Geographische Lage
Uroschainoje liegt nordöstlich von Kaliningrad (Königsberg) an einer Nebenstraße, die von Nowgorodskoje (Mettkeim) nach Bajewka (Kuikeim) verläuft. Innerorts mündet eine Straße ein, die von Jegorjewskoje (Sellwethen) an der Regionalstraße 27A-024 (ex A190) hierher führt. Die nächste Bahnstation ist Bajewka 1 an der Bahnstrecke Kaliningrad–Sowetsk (Königsberg–Tilsit).

## Geschichte
Das bis 1946 Lethenen genannte Dorf wurde 1258 gegründet.
Zwischen 1874 und 1945 war der Ort in den Amtsbezirk Mettkeim eingegliedert und gehörte zum Kreis Labiau im Regierungsbezirk Königsberg der preußischen Provinz Ostpreußen.
Infolge des Zweiten Weltkrieges kam Lethenen aufgrund seiner Lage im nördlichen Ostpreußen zur Sowjetunion. Im Jahr 1950 erhielt der Ort die russische Bezeichnung Uroschainoje und wurde gleichzeitig dem Dorfsowjet Dobrinski selski Sowet im Rajon Gurjewsk zugeordnet. Von 2008 bis 2013 gehörte Uroschainoje zur Landgemeinde Dobrinskoje selskoje posselenije und seither zum Stadtkreis Gurjewsk.

### Einwohnerentwicklung
| Jahr | Einwohner |
| ---- | --------- |
| 1910 | 84        |
| 1933 | 96        |
| 1939 | 101       |
| 2002 | 26        |
| 2010 | 30        |

## Kirche
Das mehrheitlich evangelische Lethenen war bis 1945 ein Ort im Kirchspiel Kaymen (1938–1946 Kaimen, heute russisch: Saretschje), das zum Kirchenkreis Labiau (Polessk) innerhalb der Kirchenprovinz Ostpreußen der Kirche der Altpreußischen Union gehörte. Heute liegt Uroschainoje im Einzugsbereich der neu entstandenen evangelisch-lutherischen Kirchengemeinde in Marschalskoje (Gallgarben), die eine Filialgemeinde der Auferstehungskirche in Kaliningrad (Königsberg) in der Propstei Kaliningrad der Evangelisch-lutherischen Kirche Europäisches Russland (ELKER) ist.